# Loening XSL
El Loening SL fue un hidrocanoa estadounidense de reconocimiento, embarcado en submarino, diseñado y construido por Loening Aeronautical Engineering para la Armada de los Estados Unidos.

## Diseño y desarrollo
Volado por primera vez en 1931, el Loening SL era un hidrocanoa ligero diseñado para ser plegado y almacenado en un submarino dentro de un espacio de 8 pies (2,4 m). Era un monoplano de ala media monoplaza, equipado con un motor radial Warner Scarab de 110 hp (82 kW) montado encima del ala, impulsando una hélice propulsora. Designado originalmente como XSL-1 por la Armada, fue redesignado XSL-2 en 1932 cuando fue remotorizado con un Menasco B-6 de 160 hp (119 kW). Sólo fue construido el prototipo y no se ordenó su producción.

## Variantes
XSL-1
Prototipo con un motor Warner Scarab, uno construido.
XSL-2
Prototipo XSL-1 reequipado con un motor Menasco B-6.

## Operadores
Estados Unidos
- Armada de los Estados Unidos

## Especificaciones (XSL-1)
Referencia datos: aerofiles.com

### Características generales
- Tripulación: Uno (piloto).
- Longitud: 8,28 m
- Envergadura: 9,45 m
- Peso cargado: 680 kg
- Planta motriz: 1× motor radial Warner Scarab.
  - Potencia: 75 kW (100 hp)

### Rendimiento
- Velocidad nunca excedida (Vne): 160 km/h
- Velocidad crucero (Vc): 142 km/h
- Techo de vuelo: 4268 m (14000 pies)

### Secuencias de designación
- Secuencia S_L (Aviones de exploración (Scout) de la Armada estadounidense, 1922-1946 (Loening,  1923-1933)): SL - S2L

### Listas relacionadas
- Anexo:Aeronaves militares de los Estados Unidos (navales)